# 德國國防軍陸軍第387步兵師
德國國防軍陸軍第387步兵師（德語：387. Infanterie-Division）是納粹德國國防軍陸軍的一個步兵師。該師於1942年3月組建。
該師組建後，於1942年5月調往東線，此後一直在當地作戰。
該師於1943年1月被殲，同年2月重建，重建後繼續在東線作戰。
該師最後於1944年3月遭受重創後解散，其殘部歸入其他部隊。

## 註腳
1. ↑  Mitcham（2007年）